# Eduard von Steinle
Eduard Jakob von Steinle (Viena, 2 de Julho de 1810 - Frankfurt am Main, 19 de Setembro de 1886) foi um pintor austríaco e membro do movimento nazareno.

## Vida

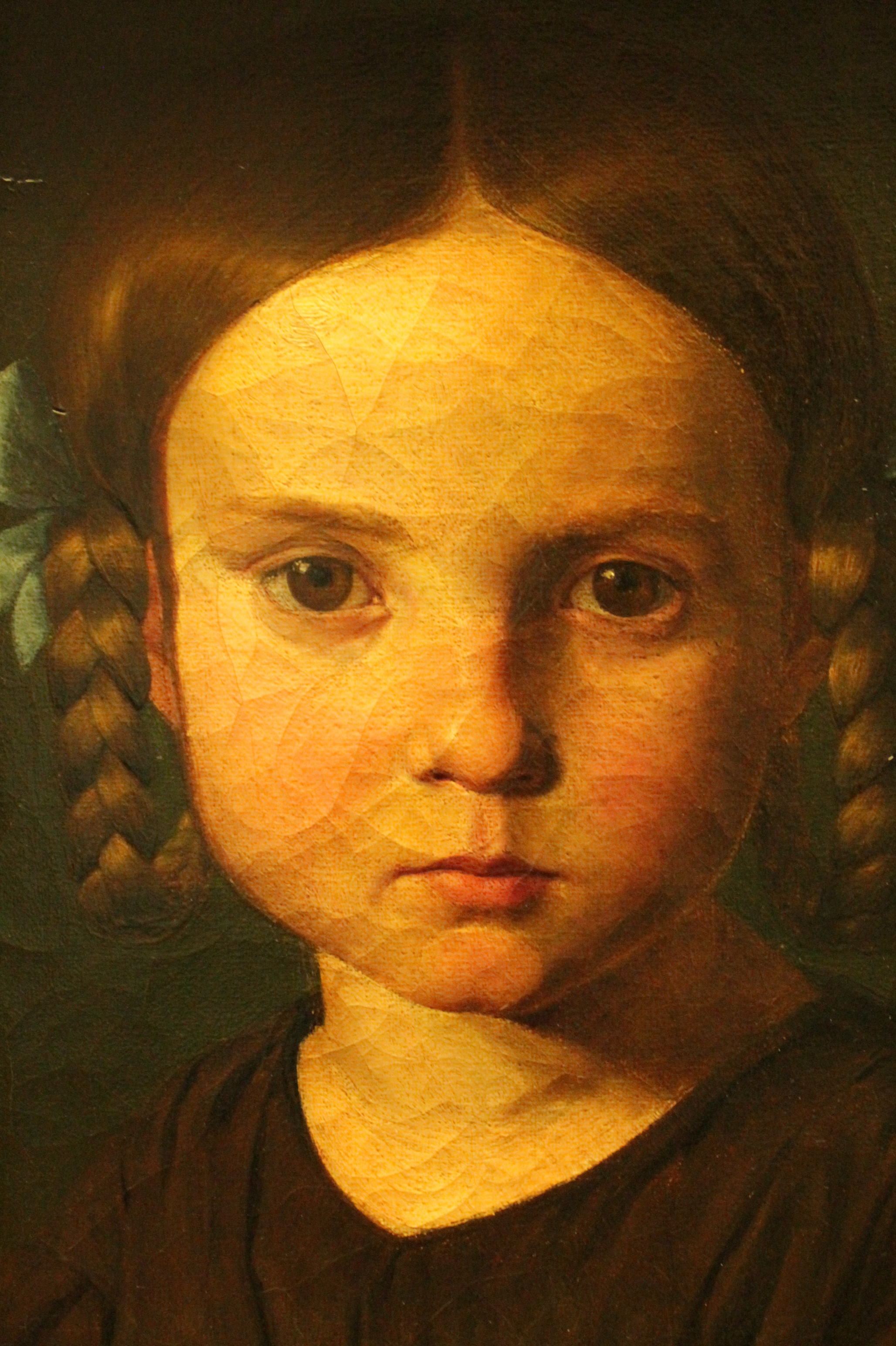
Filha de Von Steinle (c.1845), Albertinum, Dresden

Nasceu em 2 de julho de 1810 em Viena. Steinle foi sucessivamente influenciado pelos pintores Leopold Kupelwieser, Johann Overbeck e Peter von Cornelius, e foi assim introduzido nos métodos dos pintores alemães que formaram uma escola em Roma, os nazarenos. Steinle foi várias vezes a Roma, mas preferiu trabalhar na Alemanha. Ele recebeu sua primeira grande encomenda, a pintura da capela do Castelo de Rheineck, enquanto vivia em Frankfurt; um segundo foi para trabalhar no Salão dos Imperadores (Kaisersaal) em Frankfurt, onde pintou os quadros de Alberto I e Fernando III. Essas comissões e sua amizade com Philipp Veit e a família Brentano decidiu que ele fixaria residência permanente em Frankfurt. A partir de 1850, ele foi professor de pintura histórica no Städel Art Institute de Frankfurt.
Como seu amigo Schwind, ele foi um dos pintores da Escola Romântica maiores em sua extensão. Como Schwind, ele provavelmente era mais adepto da arte de pintar temas comuns. Ainda assim, Constant von Wurzbach foi capaz de escrever uma apreciação de Steinle com o título Ein Madonnamaler unserer Zeit (Viena, 1879), pois Steinle deixou mais de cem quadros de painéis religiosos, além de numerosos cartuns para janelas de igrejas. Ele também foi considerado um mestre da pintura de afrescos monumentais nos distritos do Reno.
Além de seu trabalho em Rheineck, ele pintou ciclos de quadros no Castelo de Kleinheubach, na Igreja de St. Aegidius em Münster e na Igreja de Nossa Senhora em Aachen. Ele também pintou os grupos de anjos no coro da catedral de Colônia, e fez parte da obra na abside do coro da Catedral de Estrasburgo e na catedral imperial de Frankfurt. Ele também pintou afrescos mostrando o desenvolvimento histórico da civilização na escadaria do Museu Wallraf-Richartz em Colônia.
Entre as pinturas religiosas menores de Steinle estão a Madona entronizada segurando o Menino enquanto um anjo toca um instrumento musical na frente deles, a Visitation, a Holy Family at the Spring, Mary Magdalen seeking Christ, Christ Walking with His Disciples, e Legend of St. Euphrosyne, e a Great Penitentiary. Entre suas pinturas que não são diretamente religiosas estão: o Warder of the Tower, Fiddler, Sibyl, Lorelei e as fotos da história de Parsifal; não menos notáveis são suas ilustrações de Shakespeare, e especialmente aqueles que acompanham os escritos de Brentano.
Steinle morreu em Frankfurt em 19 de setembro de 1886.